# Сосновское сельское поселение (Волгоградская область)
Сосно́вское се́льское посе́ление — муниципальное образование в составе Руднянского района Волгоградской области.
Административный центр — село Сосновка.

## История
Сосновское сельское поселение образовано 21 декабря 2004 года в соответствии с Законом Волгоградской области № 969-ОД.

## Население
| 2010 | 2012 | 2013 | 2014 | 2015 | 2016 | 2017 |
| ---- | ---- | ---- | ---- | ---- | ---- | ---- |
| 582  | ↘571 | ↘552 | ↘551 | ↘528 | ↘517 | ↘503 |
| 2018 | 2019 | 2020 | 2021 |      |      |      |
| ↘490 | ↘488 | ↘472 | ↘457 |      |      |      |

## Состав сельского поселения
| № | Населённый пункт | Тип населённого пункта       | Население |
| - | ---------------- | ---------------------------- | --------- |
| 1 | Сосновка         | село, административный центр | ↘457      |